# Motion Trio
Das Motion Trio ist eine Musikgruppe, die aus den drei polnischen Akkordeonisten  Janusz Wojtarowicz, Pawel Baranek und Marcin Galazyn besteht. Sie wurde 1996 von Wojtarowicz gegründet und spielt fast ausschließlich eigene Kompositionen, die starke Einflüsse von Rock, Jazz, Balkanmusik und auch Klassik vorweisen.

## Pressestimmen
Die Märkische Allgemeine schreibt am 23. Oktober 2006 unter „Ein vor Musikalität strotzender Abend“:
 „Der musikalische Stil ist ein Extrakt aus allen möglichen Richtungen der Vergangenheit und Gegenwart mit einer besonderen Vorliebe zur Minimal-Musik eines Philip Glass oder Steve Reich. Auch die Eignung des Akkordeons als Trommel wurde häufig ausgelotet oder mit leichten Schlägen auf das Mikrofon bereichernde Klangeffekte erzielt.“
Die Potsdamer Neueste Nachrichten schreibt am 23. Oktober 2006 zum gleichen Konzert unter „Ziemlich laute Stille“:

„Mit seinem virtuos-motorischen Tasten-Tanz füllt das ‚Motion Trio‘ eine bisher offene musikalische Lücke. Janusz Woitarowicz, Pawel Baranek und Marcin Galazyn, die auf ‚Quetschkommoden‘ aus der berühmten italienischen Werkstatt Pigini spielen, haben eine erfolgreiche Revolution am Blasebalg begründet.“

## Sinfonisches
Motion Trio konzertierte 20. Oktober 2006 im Potsdamer Nikolaisaal mit neuen sinfonischen Arrangements von Krzesimir Dębski. Es spielte das Deutsche Filmorchester Babelsberg unter der Leitung von Scott Lawton.

## Auszeichnungen (Auswahl)
- Krzysztof-Penderecki-Preis des IV. Internationalen Wettbewerbes für Moderne Kammermusik
- Grand Prix der polnischen Musikindustrie für Pictures
- CD des Jahres für Cry (Jazzi, Musikzeitschrift)

## Veröffentlichungen
- 1999: Cry
- 1999: Pictures
- 2001: Play-Station
- 2002: Live in Vienna (Sacrum & Profanum)
- 2003: Pictures From The Street
- 2007: Metropolis
- 2009: Michael Nyman & Motion Trio
- 2010: Chopin
- 2011: Brahms and Liszt and…
- 2012: Musorgsky.Prokofiev.Shostakovich.Khachaturian
- 2013: Nic się nie stało (mit L.U.C)
- 2013: City of Harmony (mit L.U.C)
- 2013: Polonium